# Lochotín

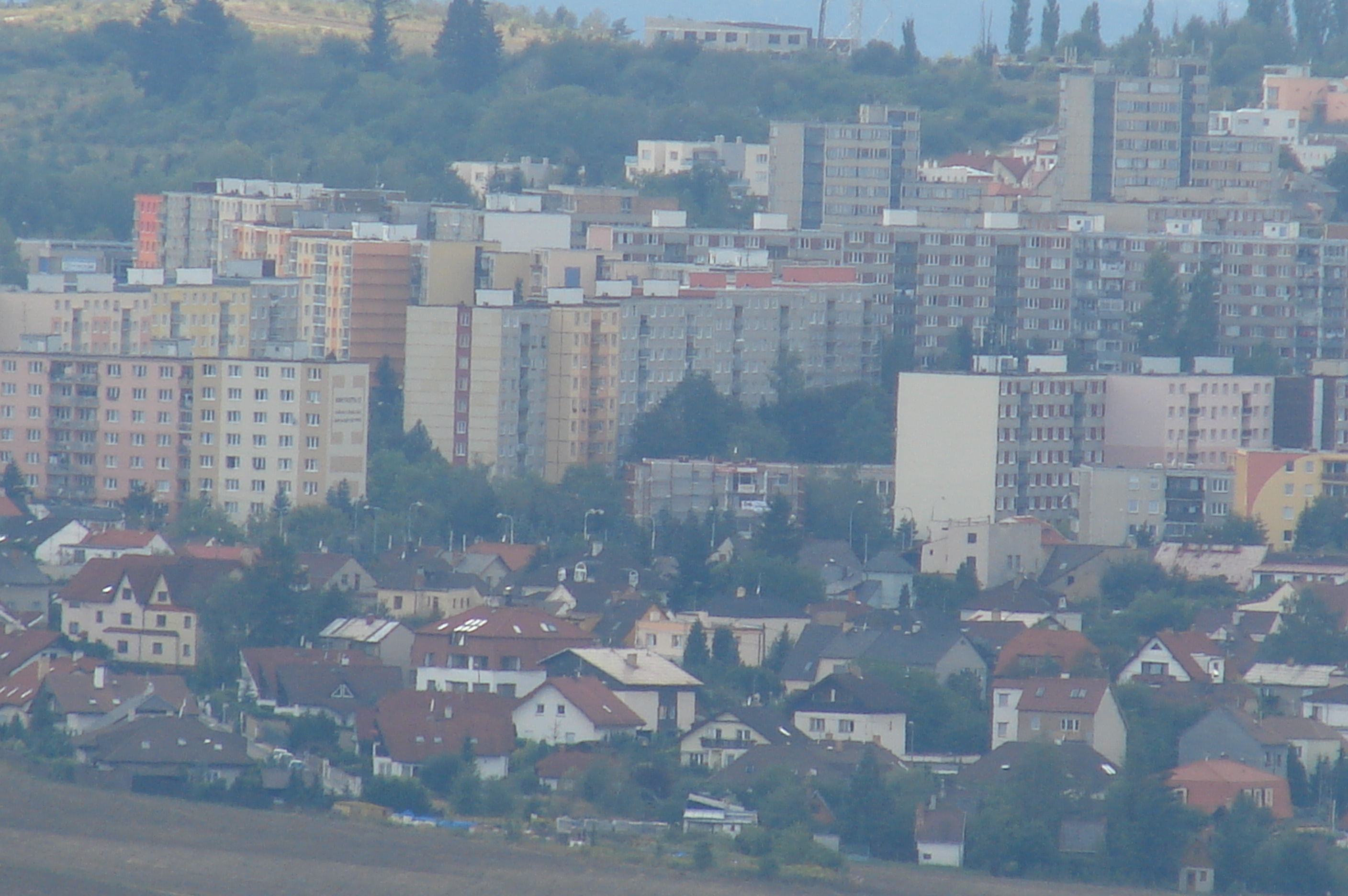
Východní pohled na Lochotín z vrchu Chlum

Lochotín je místní část statutárního města Plzně v městském obvodu Plzeň 1 v severních partiích města. Jižní část patří do evidenční části Severní Předměstí v katastrálním území Plzeň, severní část (severně od spojnice mezi křižovatkou ulic Karlovarská/Gerská a Lidická/Mozartova) patří do evidenční části i katastrálního území Bolevec.
Lochotín není definován jako správní, katastrální, statistická ani evidenční územní jednotka. Mapy.cz vymezují Lochotín ulicemi Studentská (ze severu), dále Lidická (z východu) a Karlovarská a Gerská (ze západu). Toto vymezení vychází zřejmě z pojmenování tří základních sídelních jednotek: Starý Lochotín a Sídliště Lochotín-jih (v Severním Předměstí) a Sídliště Lochotín-sever (v Bolevci). Fakticky je však za Lochotín považováno mnohem širší území, zejména včetně Lochotínského parku a navazující plzeňské zoologické a botanické zahrady, které se nacházejí v základní sídelní jednotce Park kultury, západně od tzv. Starého Lochotína. Názvem Lochotín bývá označován rovněž areál fakultní nemocnice, který leží v základní sídelní jednotce Nemocnice Lochotín, jihovýchodně od Starého Lochotína.
Jižní část až po třídu nazvanou Alej Svobody, tedy ZSJ Starý Lochotín, je tvořena nízkou zástavbou, zbylá část pak panelovým sídlištěm, které bylo v letech 1975–1980 budováno podnikem Pozemní stavby za pomoci tehdy nově zaváděné Zlobinovy metody vyvinuté v Sovětském svazu. Návrh výstavby vytvořili architekti Miloslav Sýkora a Zbyněk Tichý v letech 1972–1973. V první etapě bylo vystavěno na 5500 bytů, současně však došlo k rozsáhlým demolicím historické zástavby, včetně některých cenných objektů (např. Lochotínské lázně).
Součástí sídliště je mimo jiné i soukromé gymnázium Františka Křižíka. V severovýchodní části Lochotína, při křižovatce ulic Lidická a Studentská, se na náměstí Odboje nachází bolevecká základní škola.
V jižní části Lochotína se rozprostírá vilová čtvrť s několika architektonickými památkami. Patří mezi ně:
- Kestřánkova vila Marie[5]
- Mečířova (též Frišova) vila
- rodinný dům Václava Ornsta
- vila Jana Rohrera
- vila Karla a Boženy Svobodových
- rodinný dům Františka Beneše

V roce 2003 byla oblast vilové zástavby na Lochotíně s několika secesními a funkcionalistickými objekty vyhlášena městskou památkovou zónou.